# Paradelphomyia (Oxyrhiza) megacera
Paradelphomyia (Oxyrhiza) megacera is een tweevleugelige uit de familie steltmuggen (Limoniidae). De soort komt voor in het Afrotropisch gebied.